# Landkreis Leitmeritz

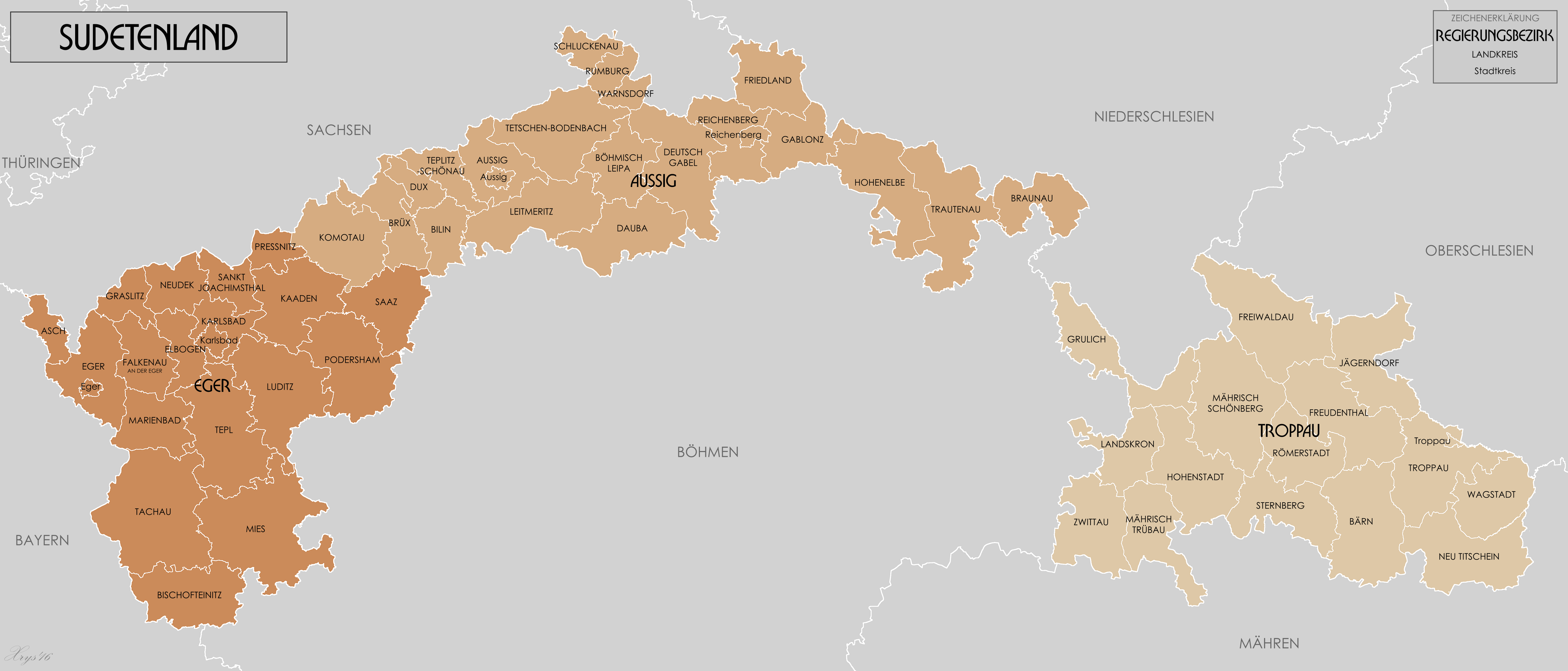
Verwaltungskarte des Reichsgaus Sudetenland

Nach dem Anschluss des Sudetenlandes an das Deutsche Reich im Oktober 1938 (Münchener Abkommen) wurde dessen Bezirk Litoměřice als Landkreis Leitmeritz umgewidmet, der so bis 1945 bestand. Er umfasste am 1. Januar 1945 vier Städte:
- Auscha
- Graber
- Leitmeritz
- Lobositz

und 153 weitere Gemeinden.
Das Gebiet des Landkreises Leitmeritz im NS-Staat hatte am 1. Dezember 1930 79.200 Einwohner, am 17. Mai 1939 waren es 71.547 und am 22. Mai 1947 54.133 Bewohner.
Durch den Kriegsverlauf wurde die Annexion im Frühjahr 1945 beendet.

## Verwaltungsgeschichte

### Tschechoslowakei / Deutsche Besatzung
Vor dem unter militärischem Druck zustande gekommenen Münchner Abkommen vom 29. September 1938 gehörte der politische Bezirk Litoměřice  zur Tschechoslowakei.
In der Zeit vom 1. bis 10. Oktober 1938 besetzten deutsche Truppen das Sudetenland. Der politische Bezirk Litoměřice trug fortan die frühere deutsch-österreichische Bezeichnung Leitmeritz. Der politische Bezirk Leitmeritz umfasste die Gerichtsbezirke Auscha, Leitmeritz und Lobositz. Ab dem 20. November 1938 führte der politische Bezirk Leitmeritz die Bezeichnung „Landkreis“. Er unterstand bis zu diesem Tage dem Oberbefehlshaber des Heeres, Generaloberst Walther von Brauchitsch, als Militärverwaltungschef.

### Deutsches Reich
Am 21. November wurde das Gebiet des Landkreises Leitmeritz förmlich in das Deutsche Reich eingegliedert und kam zum Verwaltungsbezirk der Sudetendeutschen Gebiete unter dem Reichskommissar Konrad Henlein. Sitz der Kreisverwaltung wurde die Stadt Leitmeritz. Ab dem 15. April 1939 galt das Gesetz über den Aufbau der Verwaltung im Reichsgau Sudetenland (Sudetengaugesetz). Danach kam der Landkreis Leitmeritz zum Reichsgau Sudetenland und wurde dem neuen Regierungsbezirk Aussig zugeteilt. Zum 1. Mai 1939 wurde eine Neugliederung der teilweise zerschnittenen Kreise im Sudetenland verfügt. Danach wurde der Landkreis Dauba aufgelöst. Seine Westhälfte (Gerichtsbezirk Wegstädtl) fiel an den Landkreis Leitmeritz, während dieser die Gemeinde Schima an den Landkreis Teplitz-Schönau abgab. Bereits zum 1. August 1939 wurde der Landkreis Dauba in seinen früheren Grenzen wieder errichtet. Damit trat der Gerichtsbezirk Wegstädtl zu diesem Kreis zurück. Bei diesem Zustand blieb es bis zum Ende des Zweiten Weltkriegs. Seit 1945 gehörte das Gebiet bis zu ihrer Auflösung zur Tschechoslowakei. Heute ist es ein Teil der Tschechischen Republik.

## Landräte
- 1938–1939: Walter Ringel (kommissarisch)
- 1939–1945: Paul Illing

## Kommunalverfassung
Bereits am Tag vor der förmlichen Eingliederung in das Deutsche Reich, nämlich am 20. November 1938, wurden alle Gemeinden der Deutschen Gemeindeordnung vom 30. Januar 1935 unterstellt, welche die Durchsetzung des Führerprinzips auf Gemeindeebene vorsah. Es galten fortan die im bisherigen Reichsgebiet üblichen Bezeichnungen, nämlich statt:
- Ortsgemeinde: Gemeinde,
- Marktgemeinde: Markt,
- Stadtgemeinde: Stadt,
- Politischer Bezirk: Landkreis.

## Ortsnamen
Es galten die bisherigen Ortsnamen weiter, und zwar in der deutsch-österreichischen Fassung von 1918.